# 최정한
최정한(崔正漢, 1989년 6월 3일 ~ )은 대한민국의 축구 선수이며 공격형 미드필더, 왼쪽 풀백을 소화할 수 있는 멀티플레이어다.

## 선수 경력
2009년 여름 오이타 트리니타에 입단하였다. 데뷔 시즌엔 4경기 출전에 그쳤지만 2010 시즌부터 주전 자리를 잡기 시작하였으며 오이타에서의 5년 간 풀백부터 공격 전 지역까지 다양한 포지션을 소화하며 팀의 핵심 멤버로 활약하였다. 2014년 6월 20일 팀을 떠났다.
2014년 7월 6일 FC 서울로 이적하며 K리그 무대에 첫 발을 디뎠다. 2014 시즌 후반기 7경기에 출전하여 1골을 기록하였다.
2016 시즌을 앞두고 K리그 챌린지 대구 FC로 이적하였다.
2017년 K3리그의 화성 FC에 입단했다.
2019시즌을 앞두고 타이 리그2의 시암 네이비 FC에 입단했다.
2020시즌을 앞두고 K3리그의 김해시청에 입단했다.